# Ardisia caudifera
Ardisia caudifera är en viveväxtart som beskrevs av Carl Christian Mez. Ardisia caudifera ingår i släktet Ardisia och familjen viveväxter. Inga underarter finns listade i Catalogue of Life.